# اناکار
اناکار (به لاتین: Anakar) یک منطقهٔ مسکونی در نپال است که در Janakpur Zone واقع شده‌است.

## خصوصیات
اناکار ۴٬۲۳۲ نفر جمعیت دارد.